# Россман, Максимилиан
Максимилиан Кристиан Россман (нем. Maximilian Christian Rossmann; 6 мая 1995, Хальберштадт, Германия) — немецкий футболист, защитник.

## Клубная карьера
Себастьян родился в городе Хальберштадт. Однако заниматься футболом начал в Брауншвейге, в небольшом клубе «Лой». Позднее стал игроком более солидного клуба города — «Айнтрахта». Позднее, в 2008 году стал игроком молодёжной команды «Вольфсбурга». Проведя в молодёжном составе шесть лет, привлекался к играм второй команды, однако, за два года сыграл лишь шесть матчей. В 2016 году стал игроком «Алеманнии». В том же году перешёл в «Майнц 05 II», а затем в «Шпортфройнде» (Лотте). В 2018 году присоединился к нидерландскому клубу «Хераклес».